# Copa de la Lliga anglo-italiana de futbol
La Copa de la Lliga anglo-italiana de futbol fou una competició futbolística que enfrontà clubs d'Anglaterra i Itàlia.

## Història
La competició s'inicià paral·lelament a la copa Anglo-Italiana el 1969, però només hi participaren els campions de la Copa de la Lliga anglesa i la Coppa Italia, a dos partits, anada i tornada. Només es disputà tres edicions. Fou reinstaurada breument el 1975, aquest cop entre els campions de la FA Cup i la Coppa Italia, però només durà dues temporades, essent abandonada definitivament el 1976.

## Historial
| Any                     | Campió            | Finalista          | Anada campió en primer lloc | Tornada campió en primer lloc | Agregat |
| ----------------------- | ----------------- | ------------------ | --------------------------- | ----------------------------- | ------- |
| 1969                    | Swindon Town      | AS Roma            | 1 – 2                       | 4 – 0                         | 5 – 1   |
| 1970                    | Bologna           | Manchester City    | 1 – 0                       | 2 – 2                         | 3 – 2   |
| 1971                    | Tottenham Hostpur | Torino             | 1 – 0                       | 2 – 0                         | 3 – 0   |
| 1972–1975 no es disputà |                   |                    |                             |                               |         |
| 1975                    | ACF Fiorentina    | West Ham United FC | 1 – 0                       | 1 – 0                         | 2 – 0   |
| 1976                    | Napoli            | Southampton        | 0 – 1                       | 4 – 0                         | 4 – 1   |